# Xyletobius ashmeadi
Xyletobius ashmeadi là một loài bọ cánh cứng thuộc họ Ptinidae.